# Лавра Саввы Освященного
Ла́вра Са́ввы Освяще́нного (греч. Ἱερά Λαύρα τοῦ Ὁσίου Σάββα τοῦ Ἡγιασμένου; араб. دير مار سابا‎; ивр. מנזר מר סבא‎ — монастырь Мар Саба) — православный греческий мужской монастырь, расположенный в Кедронской долине  в Иудейской пустыне, на территории Западного берега реки Иордан (провинция Вифлеем, зона C — под израильским военным и гражданским контролем). Основан около 484 года преподобным Саввой Освященным. В монастыре был создан Иерусалимский богослужебный устав, применяемый сегодня во всех поместных Православных церквях. Является одним из древнейших непрерывно обитаемых общежительных монастырей в мире, находится в юрисдикции Иерусалимской православной церкви. Женщины на территорию не допускаются, электричества нет.

## История
Монастырь был основан Саввой в Иудейской пустыне. Первой постройкой стала пещерная церковь, построенная после того как вокруг отшельника начали селиться ученики. Монастырь пользовался поддержкой императора Юстиниана I, при нём были построены укреплённые монастырские стены и дозорная башня, называемая Юстиниановой. К концу жизни святого Саввы в основанном им монастыре проживало до 5000 иноков. В VIII веке в лавре принял монашеский постриг и прожил около 50 лет святой Иоанн Дамаскин, сохранилась пещера в которой он жил и его гробница. В монастыре есть усыпальница, в которой хранятся мощи монахов, убитых при нашествии персов в 614 году; о мученичестве упомянутых монахов рассказал во вводной главе «Пандектов» свидетель этой резни Антиох Палестинский.
В начале XII века лавру посетил русский паломник игумен Даниил, писавший о ней:

Лавра святого Саввы находится в долине Иосафата, в Юдоли плача, которая начинается от Иерусалима: идя от Гефсимании, эта долина проходит сквозь лавру и доходит до Содомского моря. Лавра же святого Саввы устроена Богом чудесно и непередаваемо словами. Тек некогда поток страшный и очень глубокий и обезводел, берега у него были высокие, на тех обрывах и лепятся келии — прилеплены и утверждены от Бога каким-то чудесным и страшным образом. На высоте ведь той стоят келий по обоим берегам потока того страшного и лепятся на скалах, будто звезды на небе утверждены. Церквей же три. Среди же келий тех западнее есть пещера чудесная под скалой каменной, а в той пещере церковь святой Богородицы.

За время существования лавры монашеская жизнь в ней не прекращалась. В настоящее время настоятелем обители является иерусалимский патриарх, а управляет монастырём назначаемый им "духовник" в сане архимандрита и двое помощников.
По давней традиции монастырский устав запрещает для женщин вход в монастырь. Для своей матери Софии Савва рядом с лаврой построил так называемую «Женскую башню», которая затем стала использоваться как гостиница для женщин, желающих жить рядом с лаврой.
В монастыре уже при жизни основателя был создан Иерусалимский богослужебный устав, распространившейся затем по православному Востоку и используемый в богослужениях по настоящее время. На создание Иерусалимского устава, содержащего, кроме богослужебных указаний, сведения о монашеских традициях палестинских монастырей VI века, оказали влияние иноческие уставы преподобного Пахомия и святого Василия Великого. Оригинальный список Иерусалимского устава, по сообщению Симеона Солунского, сгорел в 614 году, когда Иерусалим захватил персидский царь Хосров.
В монастыре никогда не было и по сей день нет проведенного электричества, однако используются электрические фонари.

## Монастырские строения

План центральной части лавры

### Церкви

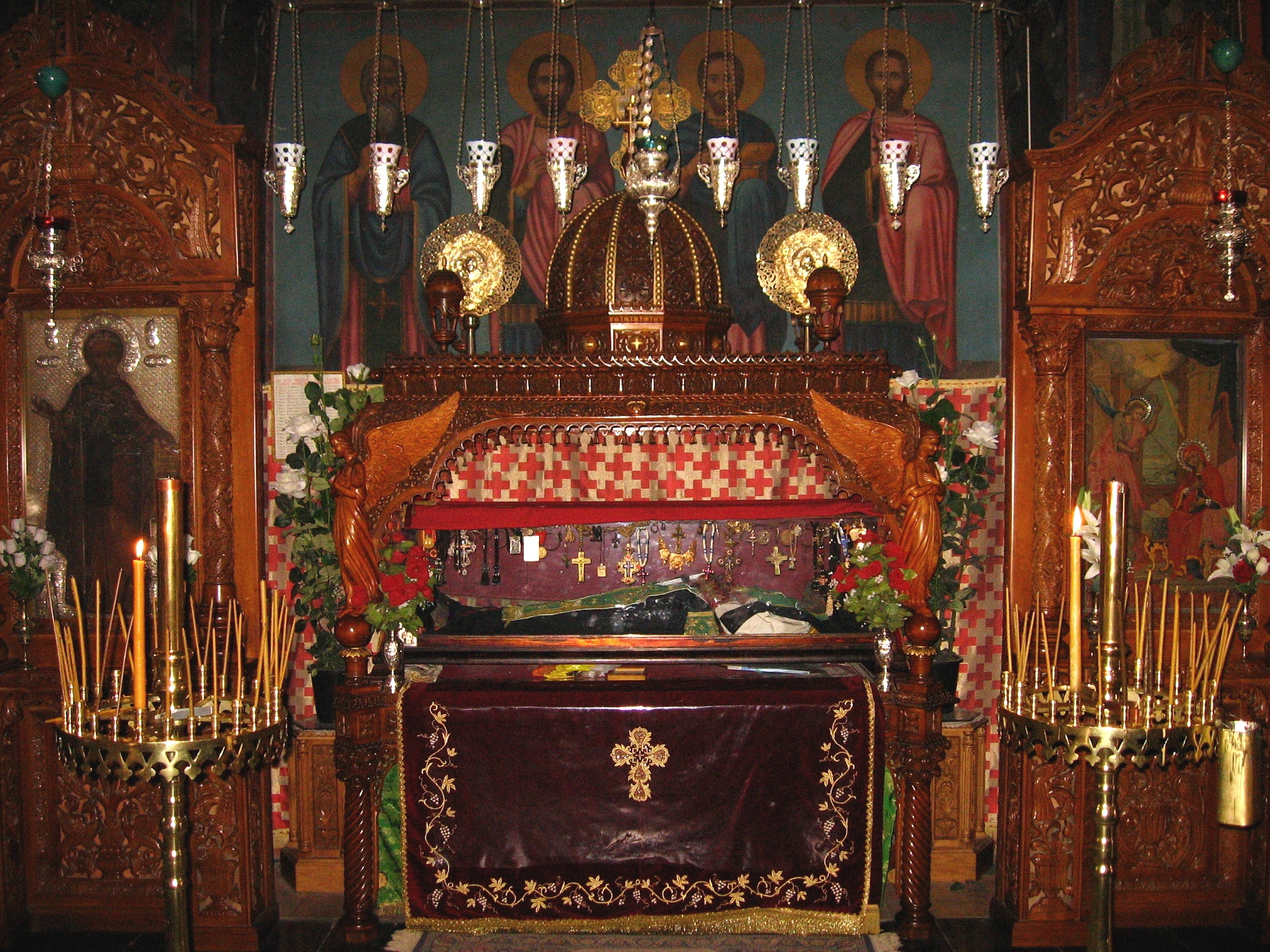
Рака с мощами святого Саввы в Благовещенском соборе

- Собор Благовещения Пресвятой Богородицы (кафоликон лавры)

Строительство было начато между 494 и 501 годами братьями Геласием и Феодулом Исаврами. Завершена постройка была императором Юстинианом Великим. При императоре Иоанне VI была выполнена реставрация собора.
Первое описание церкви составлено современником преподобного Саввы Кириллом Скифопольским. Собор каменный, однонефный, однокупольный, перекрыт крестовыми сводами, длина 27 м. К западной части пристроен притвор размерами 3,65 на 6,1 м. Купол опирается на шесть колонн, встроенных в продольные стены здания. Западный вход украшен фронтоном с надписью — «Святая лавра Саввы Освященного» (греч. ΙΕΡΑ ΛΑΥΡΑ ΣΑΒΒΑ ΤΟΥ ΗΓΙΑΣΜΕΝΟΥ). Внутри стены собора украшены фресками, пол вымощен чёрным и белым мрамором, вдоль боковых стен установлены стасидии. Алтарная часть отделяется от основного пространства резным позолоченным иконостасом на царских вратах которого вместо четырёх евангелистов изображены известные палестинские подвижники (Савва Освященный, Харитон Исповедник, Евфимий Великий и Иоанн Молчальник). В алтаре хранятся мощи преподобного Ксенофонта и сыновей его Аркадия и Иоанна. После возвращения в 1965 году из Венеции мощей святого Саввы они были помещены в соборе в стеклянной раке.
- Пещерная церковь Николая Чудотворца
- Церковь Собора святых Архангелов

Построена в 1970-е годы по инициативе игумена Серафима на месте несохранившейся древней церкви (следы её кладки видны на южной стороне здания). Церковь двухэтажная, однокупольная.
- Церковь Софии (матери Саввы Освященного)

Всего в монастыре 9 церквей.

### Часовни

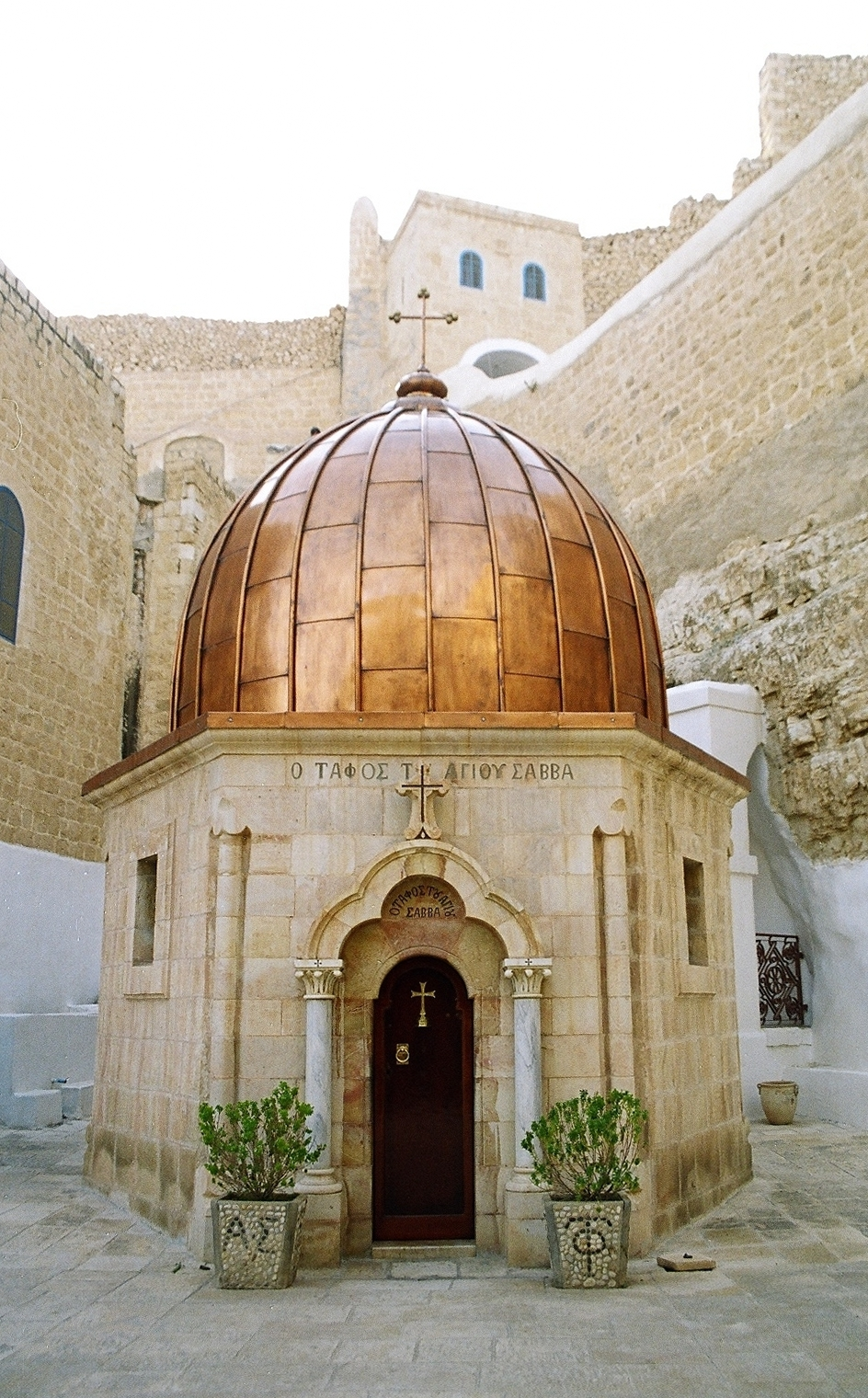
Гробница святого Саввы

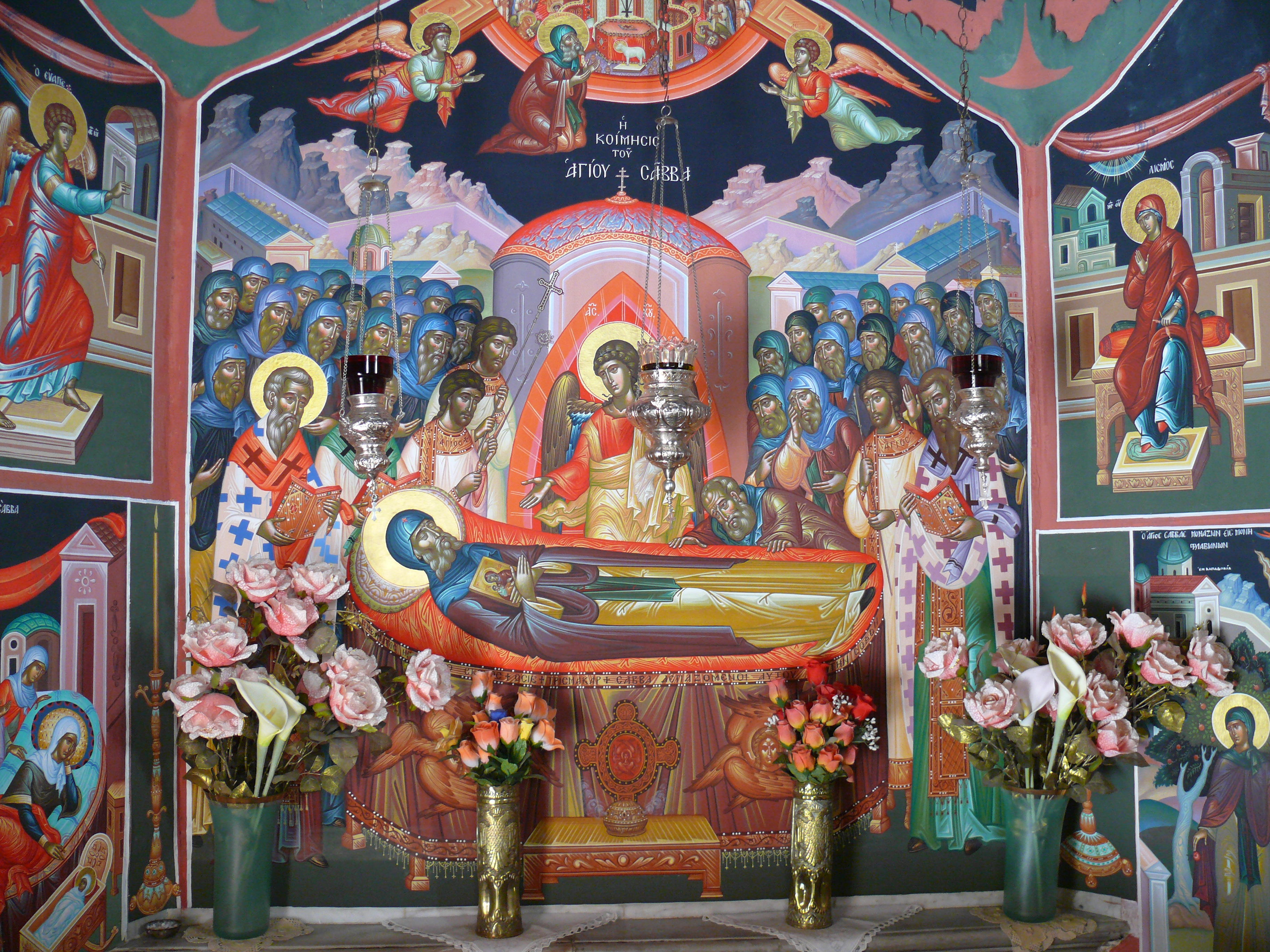
Фреска внутри гробницы

- Часовня-усыпальница Саввы Освященного

Построена в VII веке для хранения мощей основателя лавры. В 1256 году его мощи были вывезены в Венецию. В 1965 году папа Павел VI по просьбе патриарха Венедикта вернул мощи в обитель, где их поместили уже в Благовещенском соборе. Часовня имеет шестигранную форму и купольный свод. Вход в часовню расположен на восточной стороне, он украшен порталом с двумя колоннами, увенчанными резными капителями. Над входом надпись — «Гробница святого Саввы» (греч. Ο ΤΆΦΟΣ ΤΟΥ ΑΓΙΟΥ ΣΆΒΒΑ). Юго-западная стена часовни глухая, на остальных имеются окна.
- Часовня Иоакима и Анны и третья келья Саввы Освященного
- Часовня Георгия Победоносца
- Часовня Иоанна Крестителя
- Часовня Симеона Столпника в Женской башне

Расположена в одной из трёх комнат Женской башни, лишена внутреннего убранства, имеется лишь небольшой алтарь.
- Часовня Иоанна Златоуста

### Скиты
- Скит Саввы Освященного (первая келья Саввы)

Расположен к юго-востоку от монастыря в естественной пещере. Согласно житию святого Саввы, это место для духовных подвигов было указано ему ангелом. В пещере имеется каменная скамья и место для молитв в вырубленной полукруглой нише, напоминающей апсиду. Размеры пещеры 5,5 на 3,2 м, высота 2,7 м.
- Скит Иоанна Молчальника

Пещерные кельи к северу от монастыря на восточном берегу Кедрона. В первой половине VI века в ней проживал преподобный Иоанн Молчальник. Его келья расположенная на втором ярусе скита имеет размеры 4 на 2,8 м и завершается подковообразной апсидой шириной 2,2 м. В апсиде сохранились остатки фрески с изображением трёх вавилонских отроков, их лица стёрты бедуинами-мусульманами.
- Скит Ксенофонта (пещера Ксенофонта)
- Скит Аркадия, сына Ксенофонта (башня Аркадия)

Расположен на юго-западном берегу Кедрона в 300 м от монастыря. Своё название получил по имени сына преподобного Ксенофонта, жившего в этой пещере. Во второй половине VI века рядом с пещерой была построена башня, кладка которой сохранилась до высоты 8 м. Пещера Аркадия имеет размеры 13,5 на 5 м и разделена на несколько помещений, одно из которых служило кельей, а другое использовалось как часовня. На стенах часовни сохранились остатки фресок, относящиеся к VII—VIII векам.
- Скит Иоанна, сына Ксенофонта

## Настоятели монастыря
В этом списке есть пробелы. До XVIII века даты — это годы, когда известно, что аббат (или игумен) занимал должность, а не даты начала и окончания. Начиная с XVIII века, даты указывают на начало срока полномочий аббата, который обычно длился сначала два года, а затем дольше. Официальный список восходит к 1704 году, но всё ещё имеет пробелы.
- Савва (483 — 5 декабря 532)
- Зенон (532)
- Мелит (Мелитон) из Бейрута (декабрь 532 — сентябрь 537, 5 лет)
- Феодул (Феодор) из Исаврии (сентябрь 537)
- Геласий из Исаврии (сентябрь 537 — октябрь 546), брат Феодула
- Георгий (февраль — сентябрь/октябрь 547, 7 месяцев), последователь оригенизма
- Кассиан Скифопольский (октябрь 547 — 20 июля 548, 10 месяцев)
- Конон Ликийский (548 — после 568), один из инициаторов V Вселенского Собора
- Стефан
- Никодим
- Фома
- Иоанн
- Иоанн
- Стефан
- Иов
- Константин
- (Антиох) Стратигий[фр.] (VII век н. э.)
- Соломон
- Давид
- Пётр
- (имя неразборчиво)
- Анастасий
- Соломон
- Василий (ок. 792)
- Иоаким Влах (1520-е)
- Марк (ок. 1537)
- Герасим Кипрский (1770)
- Иаков Боскополит (1772)
- Мелехиседек Кипрский (1775)
- Серафим Анатолит (1777)
- Каллинник Церицаниот 1778
- Иаков Албанец (1779)
- Парфений Халдийский (1782)
- Мелькиседек (1786)
- Софроний (1788)
- Иоаким Кипрский (1790)
- Дионисий Проусский (1791)
- Анфим Филиппопольский (1792)
- Грегорий Косский (1794)
- Михаил Кипрский (XVIII век)
- Афанасий (второй срок)
- Каллиник (1804) (первый раз)
- Гавриил (1806—1809)
- Афанасий (1810) (третий срок)
- Каллиник (1813) (второй раз)
- Мисаил Петрас (1814)
- Паисий (1817)
- Панкратий (1818)
- Феодосий Скопианос (1820)
- Агапий Пелопоннесский (1832)
- Феофан
- Евфимий Кипрский (первый раз)
- Исайя (1837)
- Евфимий Кипрский (1838) (второй раз)
- Симеон (1843) (первый раз)
- Симеон (1844) (второй раз)
- Неофит Кипрский
- Иоасаф Критский (1845—1874)
- Анфим (1874)
- Сильвестр Левкасский (1918—1932)
- Николай Проусский (1932—1937)
- Савва Эласонский (1937—1957)
- Серафим Китирский (1957—2002 годы)

## Галерея

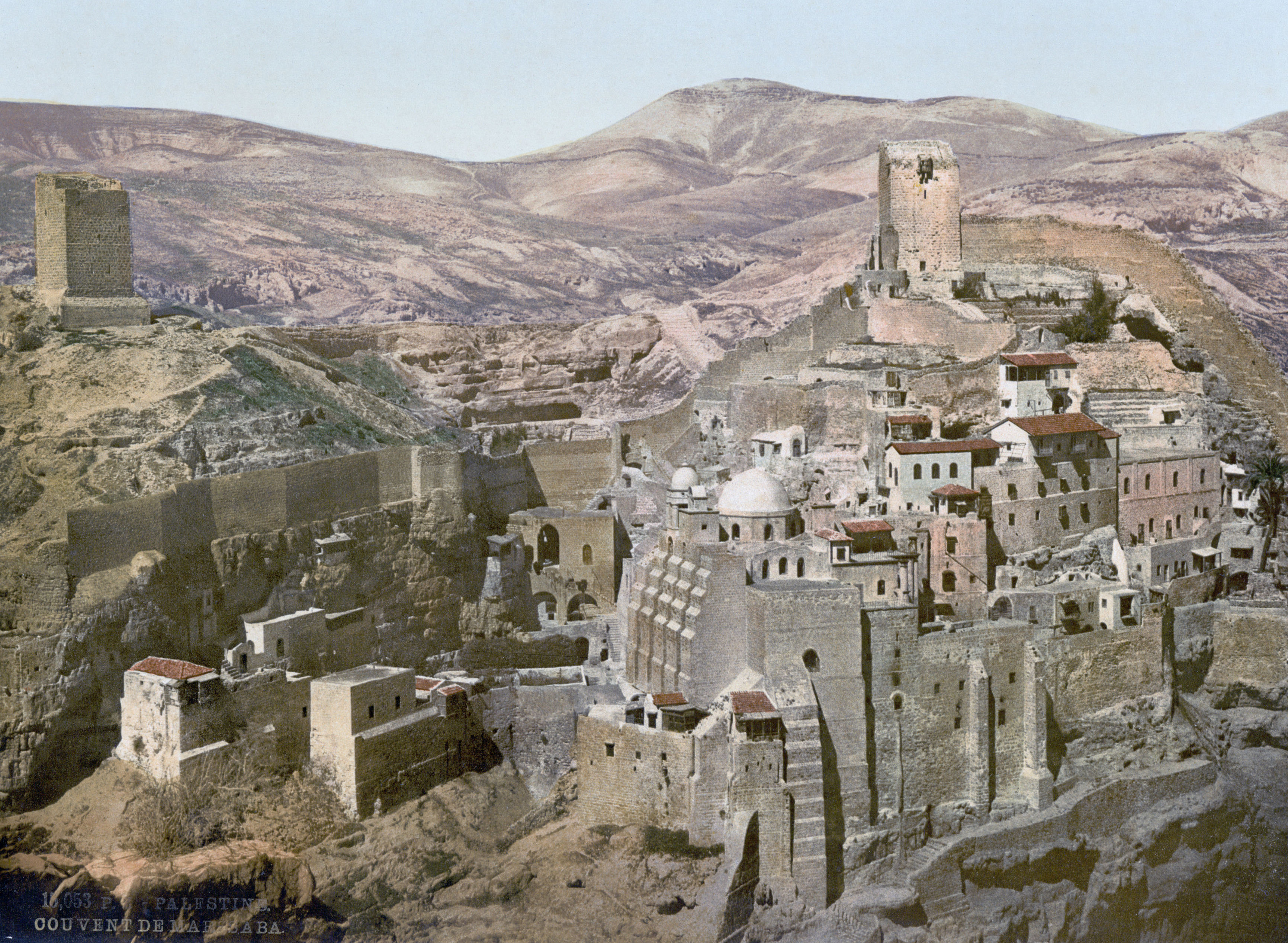
1900 год
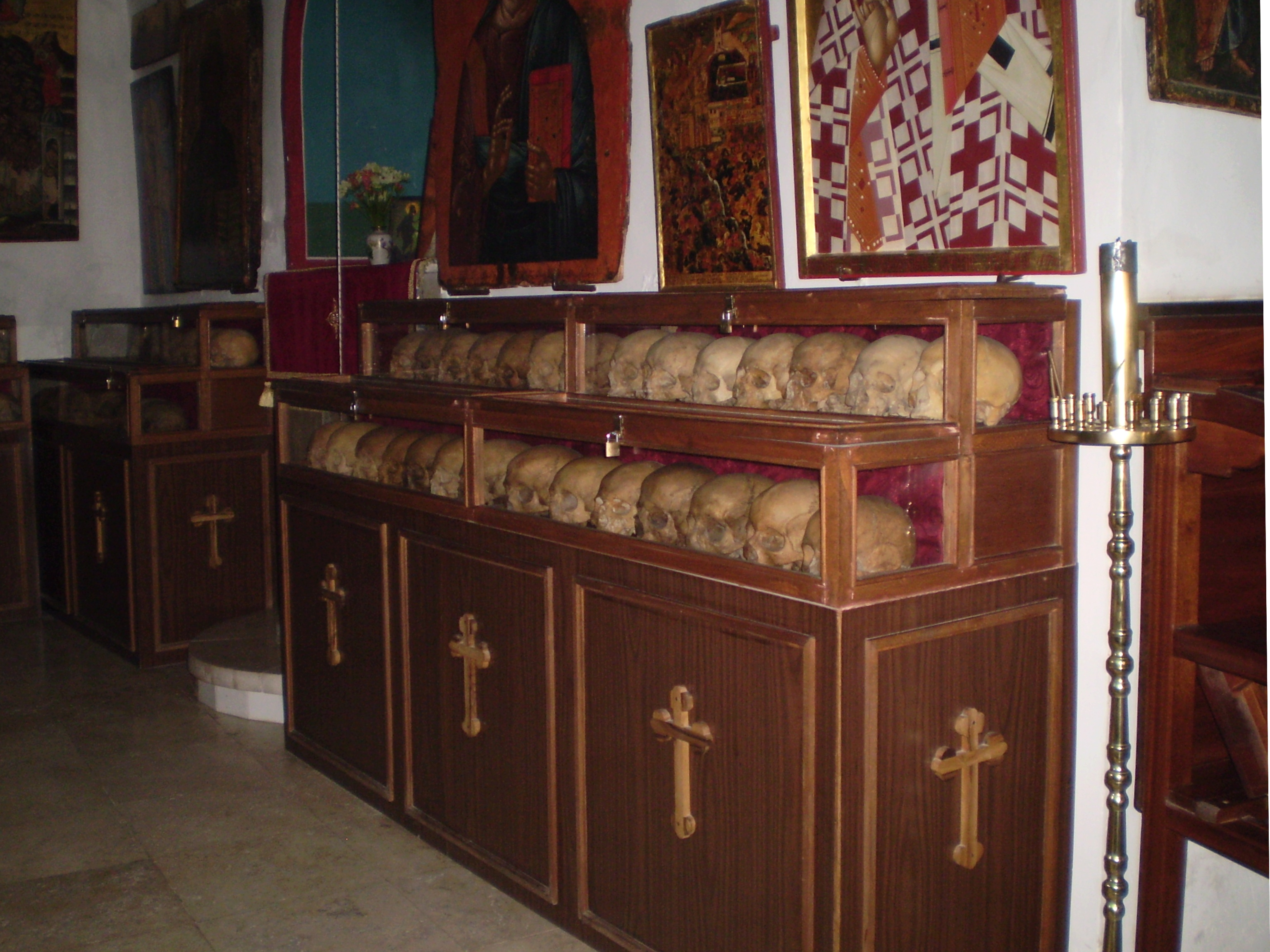
Мощи лаврских мучеников
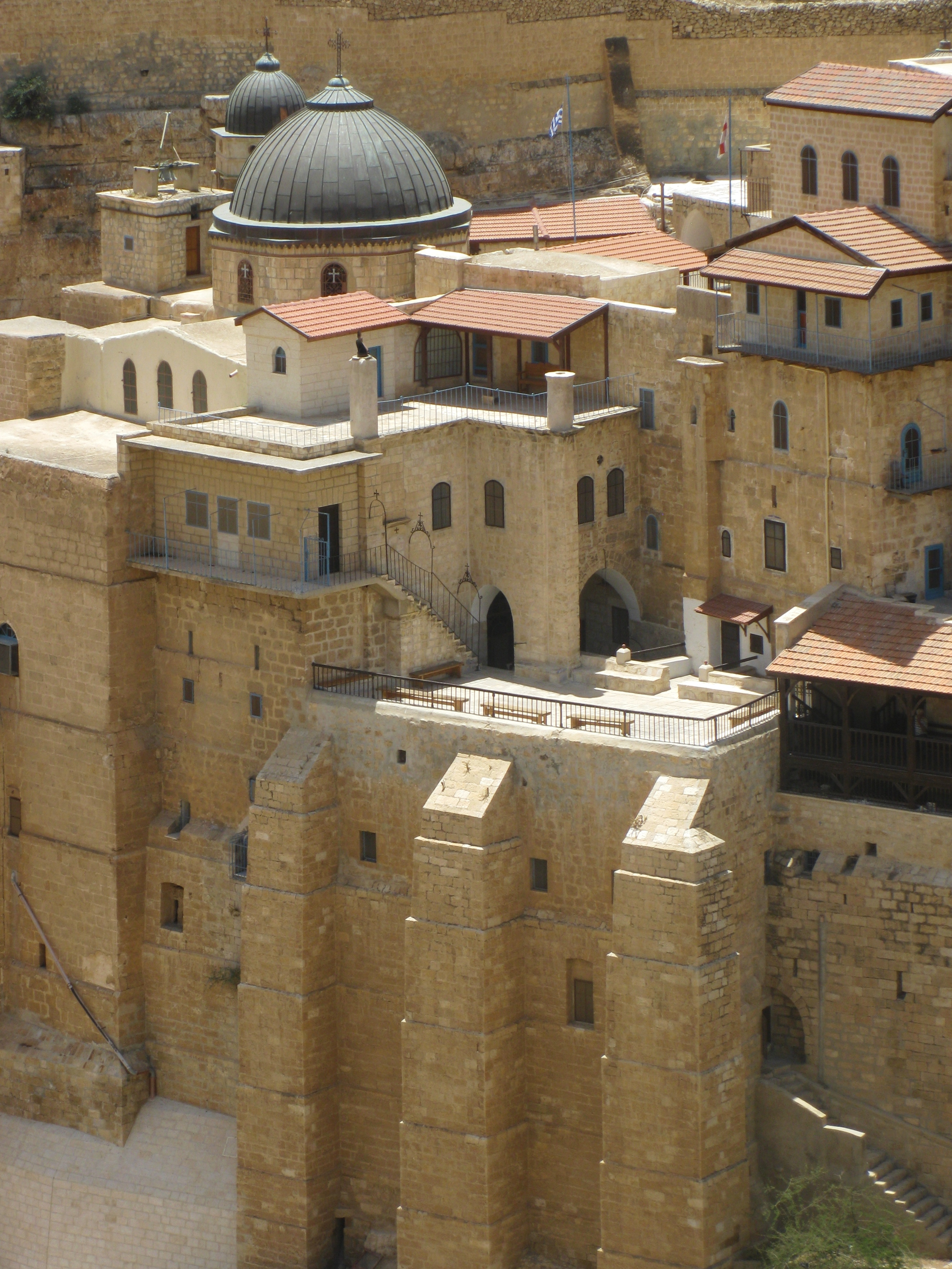
Кафоликон и смотровая площадка
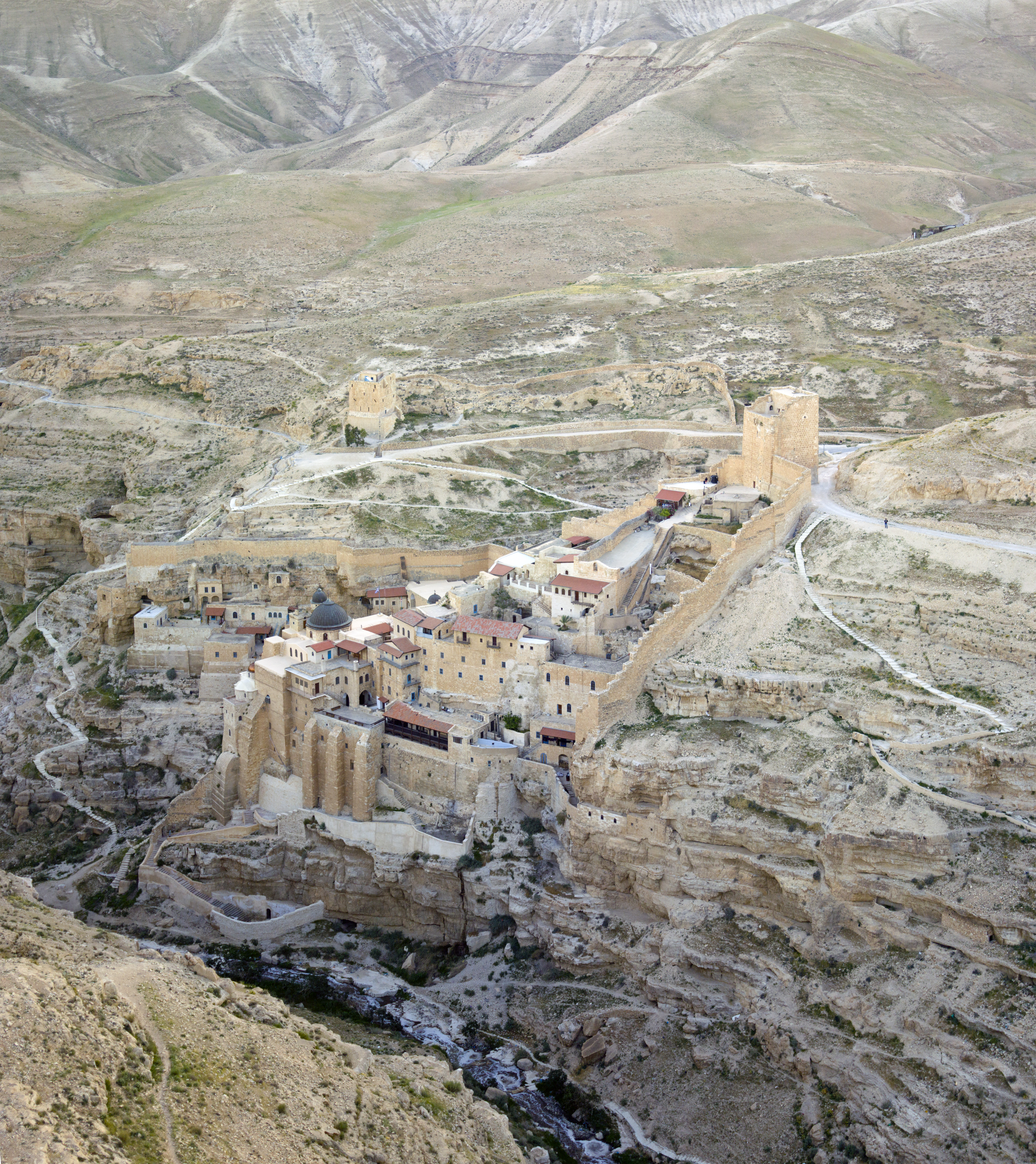
Внизу виден поток Кедрон, 2013 год
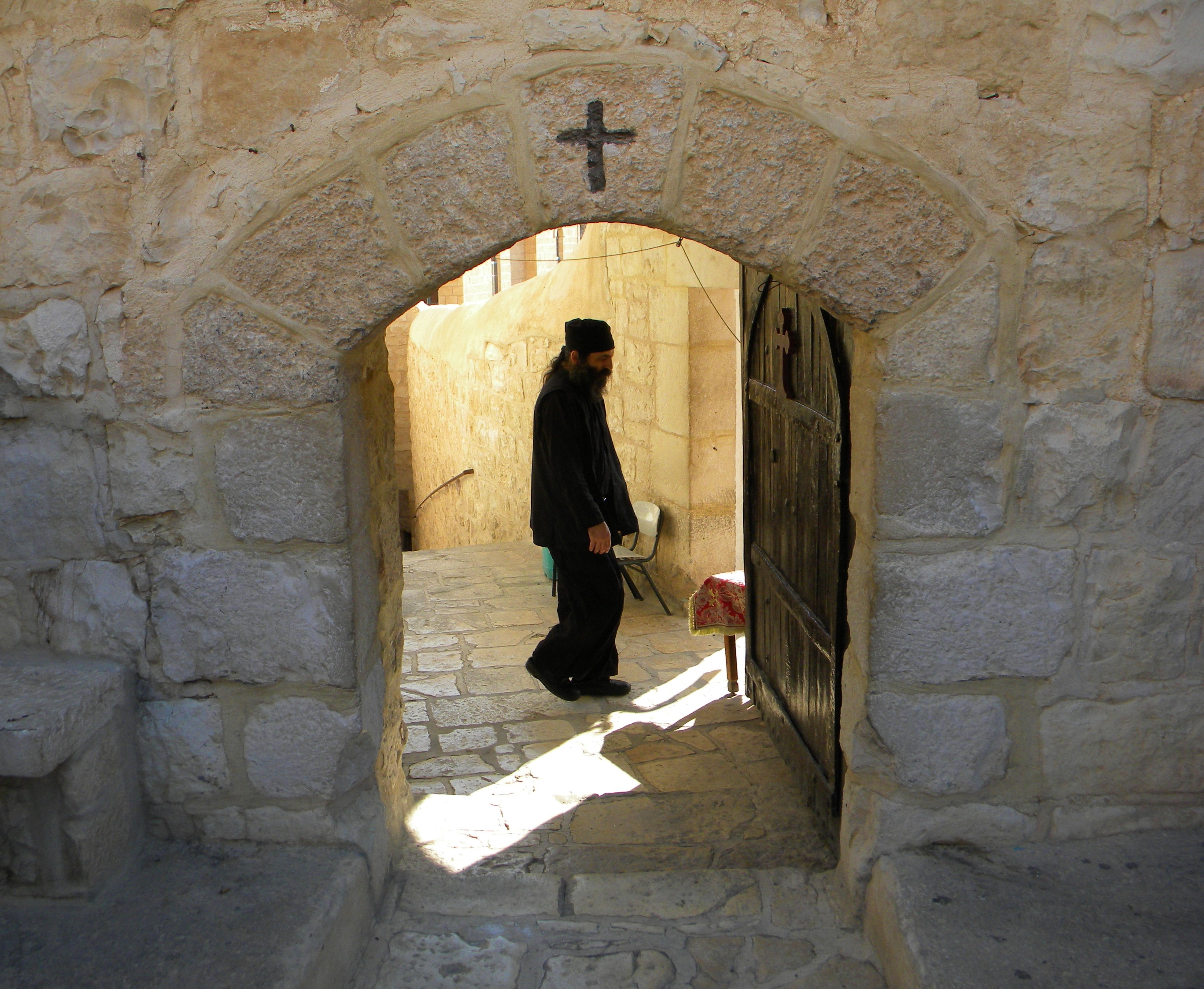
Вход в лавру